# Södermanlands runinskrifter 203
Runinskrift Sö 203 är ristad på en runsten som står utmed Håstavägen i Östa, Ytterselö socken och Strängnäs kommun i Södermanland.

## Inskriften
Translitterering av runraden:
' byorn ' auk · kerþar ' litu ' rasa ' stan ' þina ' at ' bryþr · sena · uikik ' auk · sigfast ' bali · risti '
Normalisering till runsvenska:
Biorn ok Gærðarr letu ræisa stæin þenna at brøðr sina Viking ok Sigfast. Balli risti.
Översättning till nusvenska:
Björn och Gärdar läto resa denna sten efter sina bröder Viking och Sigfast. Balle ristade.

## Stenen och bygravfältet
Stenen står på sin ursprungliga plats och har i stort sett samma inskrift som Sö 197.
Bröderna som lät rista minnesmärket efter Viking och Sigfast var säkert mäktiga och rika som kunde anlita Balle, en av vikingatidens mest berömda runmästare. En annan runsten, Sö 202, som står ett litet stycke längre bort utmed samma väg, har en skylt där man kan läsa om två andra personer som bott här inom samma område.
Forminnesområdet (198:1) tyder på att mäktiga människor har levt här under yngre järnåldern och det finns 130 synliga gravar i form av högar och övertorvade stensättningar. Många högar har förstörts genom att bönder under senare tid plöjt över gravfältet. På andra sidan åkern kan man se att gravfältet har en fortsättning och där bortom åkerfältet ligger två stora gravhögar bredvid varandra. De är parvis placerade liksom de två närmaste storhögarna. Alla fyra högarna är omkring 20 meter i diameter och tre meter höga. Man kan inte undgå att fundera över betydelsen av storhögarna och runstenarna. Kanske var det två olika ätter som levde här och tävlade om status och ära?